# Ventilago multinervia
Ventilago multinervia är en brakvedsväxtart som beskrevs av Elmer Drew Merrill. Ventilago multinervia ingår i släktet Ventilago och familjen brakvedsväxter. Inga underarter finns listade i Catalogue of Life.